# Forte Bourbon

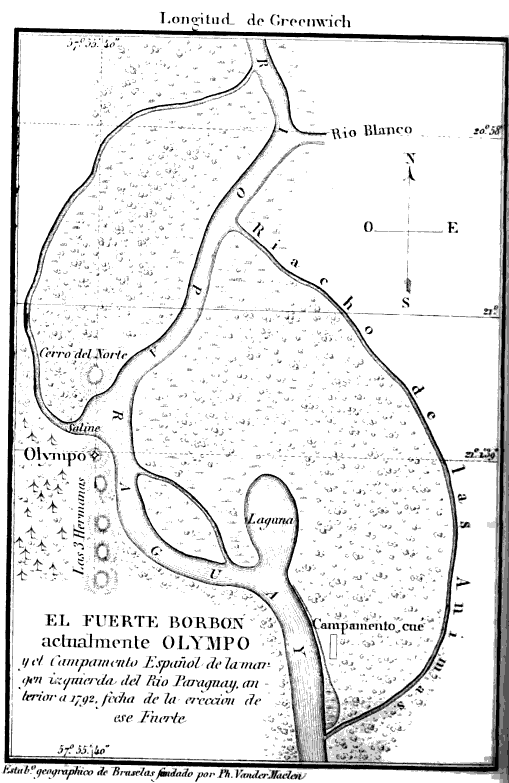
Forte Olimpo.

O Forte Bourbon (em castelhano Fuerte Borbón; depois renomeado Fuerte Olimpo) localiza-se na atual cidade de mesmo nome, capital do departamento do Alto Paraguay, na região do Chaco, no norte do Paraguai.

## História

### O "Fuerte Borbón"
A primitiva fortificação foi erguida no morro Três Irmãos, em posição dominante sobre a margem direita do rio Paraguai, por forças espanholas, entre o Fecho dos Morros e o Forte de Coimbra (MOURA, 1975:39). O ponto escolhido, embora de altura modesta, era bastante escarpado e de fácil defesa, em posição dominante a uma espécie de enseada natural na margem direita do rio.
A sua função era a de conter o assédio dos indígenas e o avanço português em terras da Coroa espanhola.
De acordo com determinação de Carlos IV de Espanha, o vice-rei do Vice-Reino do Rio da Prata, expediu instruções a 17 de outubro de 1791 para a fundação do forte. Para o seu cumprimento, o governador da então província do Paraguai, Joaquín Alós y Brú, ordenou o estabelecimento de dois fortes a norte: o "Fuerte Borbón" e o "Fuerte de San Carlos del Apa", visando conter o avanço português na região, que à época iniciavam as obras do Forte Novo de Coimbra. Para esse fim, determinou ao comandante da então Villa Real de Concepción que dispusesse os víveres e demais petrechos para aparelhar as tropas que deriam enviadas para esse fim a partir de Asunción.

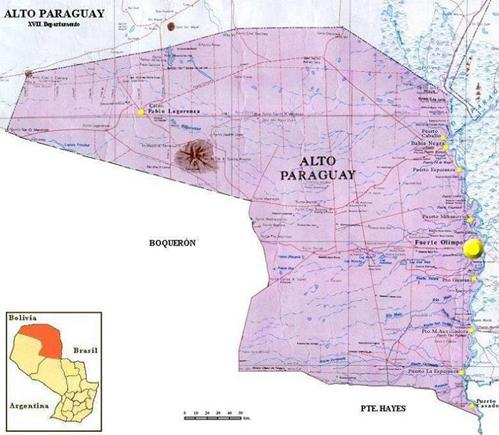
Localização do Forte, no Alto Paraguai.

O forte foi fundado em 25 de setembro de 1792 pelo comandante do Regimento de Dragões do Rei, José Antonio Zavala y Delgadillo, tendo como seu primeiro comandante José de Isasi. Recebeu o nome de "Fuerte Borbón", em homenagem à dinastia reinante na Espanha: a Casa de Bourbon. Para a cerimónia de fundação foram convidados os caciques das tribos Mbiás.
Os Mbiás e Guanás habitavam a região e as suas relações com os militares do forte foram marcadas pela desconfiança mútua. As fontes espanholas registam que os indígenas eram estimulados pelos portugueses para a prática de roubos e de assassinatos nas estâncias espanholas. O gado assim obtido era repassado aos portugueses a troco de armass e aguardente.
Os espanhóis tentaram ganhar a amizade caciques Mbiás mas estes atacaram Concepción em 1796, o que levou a que, como represália, as forças militares ali estacionadas massacrassem as famílias dos indígenas até então estabelecidas nas vizinhanças, com um saldo de 75 mortos.
Com o passar dos anos, as relações entre os militares do forte e os indígenas tornaram-se mais amistosas, chegando mesmo a firmar-se frágeis tratados de paz entre o cacique Lorenzo e as autoridades espanholas em Asunción. Em que pese esses acordos, os estancieiros de 
Concepción continuaram a sofrer o assédio regular de elementos Mbiás, que mantinham a vila em estado permanente de alerta.
Enquanto isso, as defesas do forte eram aumentadas. Conhecida a notícia de guerra entre as Coroas da Espanha e Portugal em 1801 (Guerra das Laranjas) o governador Lázaro de Rivera propôs-se imediatamente a conquistar a posição portuguesa no Forte Novo de Coimbra, a montante no rio Paraguai.
A guarnição do forte rondava, à época, cerca de uma centena de homens, cujo abastecimento era cada vez mais penoso, devido às distâncias e dificuldades de comunicação. Desse modo, a história do forte regista episódios de fome, miséria e abandono. As provisões de charque (carne salgada), a partir de Concepción eram irregulares e insuficientes. 
Há registos de que tropas do forte tomaram parte, em 1810, nos combates contra a expedição do general Manuel Belgrano, tendo parte dos prisioneiros capturados sido detidos nas instalações do forte até à sua libertação. Nessa ocasião, diante do abandono do forte, este foi ocupado imediatamente pelos Mbiás e, posteriormente, pelas tropas portuguesas do Forte de Nova Coimbra, que desalojaram os indígenas.
A Junta Superior Governativa instituída pelos revolucionários de 1811, convocou o vogal Fernando de la Mora para reconquistá-lo, operação que não chegou a efetivar-se diante da retirada das tropas portuguesas e da devolução da praça às forças paraguaias. O governador Bernardo de Velasco utilizou o forte como local de desterro.

### O "Fuerte Olimpo"

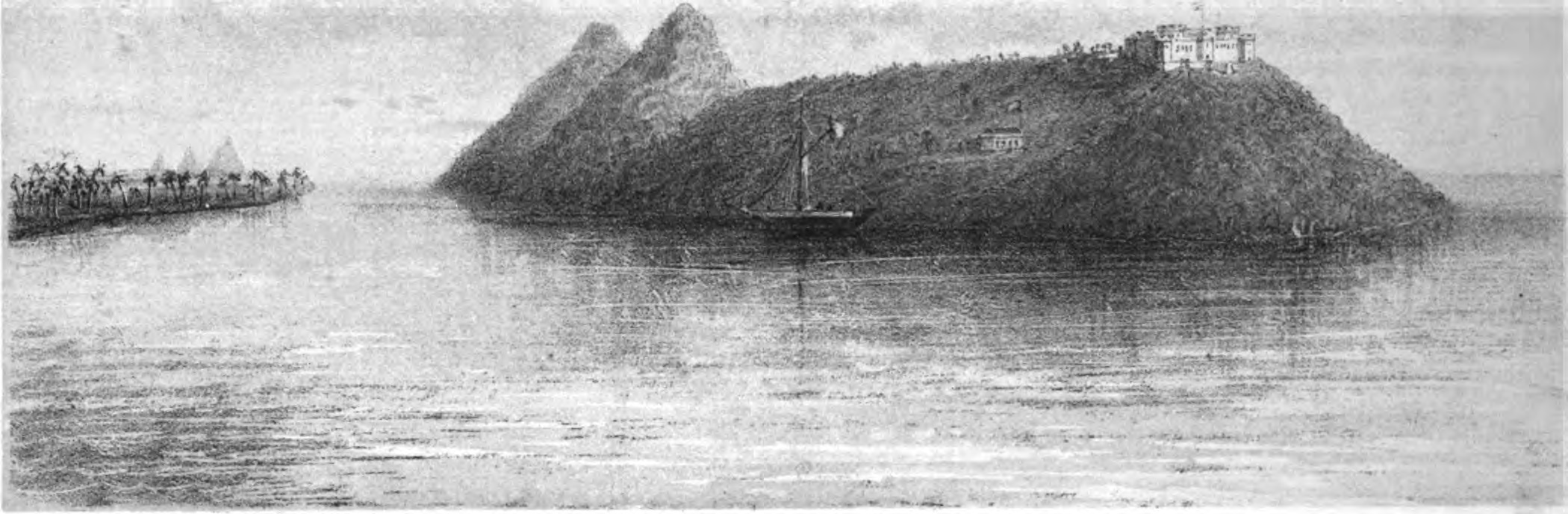
Vista do Forte Olimpo.

Ocupado por forças portuguesas, após a expulsão destas por José Gaspar Rodríguez de Francia, em 1817 foi reconstruído e reforçado com uma muralha de pedra com três quilómetros de extensão. Em 25 de dezembro de 1823 passou a ser designado oficialmente como "Fuerte Olimpo", acredita-se que porque a elevação onde se situa evocava o monte Olimpo, da Antiguidade Clássica. Na mesma época, começou a desenvolver-se ao abrigo das suas muralhas uma povoação, uma vez que ali se estabeleceu um porto franco para o comércio com o Império Brasileiro.
No início da Guerra da Tríplice Aliança (1864–1870) constituiu-se em uma importante base para a ofensiva à então província de Mato Grosso. Em 1866 ainda se revestia de importância estratégica, mas foi capturado pelas forças brasileiras ao final do conflito. 
Atualmente em ruínas, podem ser observados os restos de suas muralhas, do alto das quais se descortina uma vista abrangente do curso superior do rio Paraguai, assim como vestígios dos quartéis com os restos de seus beliches trabalhados em couro.

## Características
O forte apresenta planta no formato de um quadrado, com baluartes circulares nos vértices.